# Tidsam
Tidsam är Sveriges största tidskriftsdistributör med cirka 400 titlar i sitt sortiment och cirka 8000 återförsäljare runt om i landet. Tidsams sortiment innehåller många starka och kända varumärken som Amelia, Plaza Interiör, Elle, King, Hänt Extra, Bilsport, Illustrerad Vetenskap och Kalle Anka & C:o. Tidskrifter är en stor del av tidningskategorin och Tidsam är en stor aktör inom handeln med en omsättning på cirka 2 miljarder SEK i konsumentledet. Tidsams huvudkontor är beläget i Liljeholmen, Stockholm och Tidsams distribunal, som distribuerar ca 2 miljoner tidningar per vecka, ligger i Värnamo.
Tidsam AB ägs av Aller media, Bonnier Tidskrifter, Egmont Tidskrifter och Förlags AB Albinsson & Sjöberg.  Företaget har en monopolliknande ställning för tidskriftsdistribution och har kritiserats för att utnyttja den för att gynna sina ägarförlag.